# Friedrich Gerdes (Leichtathlet)
Friedrich August Martin Gerdes  (* 12. Dezember 1910 in Varel; † 19. Oktober 1960 in Berlin-Dahlem) war ein deutscher Speerwerfer.

## Biografie
Friedrich Gerdes trat bei den Olympischen Spielen 1936 in Berlin im Speerwurf an und belegte dabei den 17. Rang. Bei Deutschen Meisterschaften konnte er insgesamt drei Medaillen gewinnen.
Gerdes starb bei einem Autounfall im Berliner Stadtteil Dahlem.